# Embajadores
Le quartier d'Embajadores est un quartier administratif de Madrid situé dans le district Centro.
La place de Tirso de Molina et le Rastro sont situés dans le quartier.
D'une superficie de 103,2822 hectares, il accueille 46 790 habitants (Septembre 2019).
En 2024, Embajadores a été mis en avant comme l'un des meilleurs quartiers pour l'investissement immobilier en raison de sa haute rentabilité et de ses prix compétitifs.